# Milk & Kisses
Milk & Kisses — восьмий і останній студійний альбом шотландського рок-гурту Cocteau Twins, випущений 15 квітня 1996 року у Великій Британії лейблом Fontana Records та 14 травня 1996 року у США лейблом Capitol Records. Він виявився останнім; зустріч через два роки для запису нового альбому закінчилася розпадом гурту.

## Композиції
1. Violaine — 3:45
2. Serpentskirt — 3:57
3. Tishbite — 3:50
4. Half-Gifts — 4:18
5. Calfskin Smack — 4:58
6. Rilkean Heart — 4:02
7. Ups — 3:34
8. Eperdu — 4:38
9. Treasure Hiding — 4:55
10. Seekers Who Are Lovers — 4:45

## Склад
- Елізабет Фрейзер — вокал
- Робін Ґатрі — гітара
- Саймон Реймонд — бас-гітара

## Чарти
| Чарт (1996)                        | Найвища позиція |
| ---------------------------------- | --------------- |
| Australian Albums (ARIA Charts)    | 64              |
| Belgian Albums (Ultratop Wallonia) | 48              |
| Canadian Albums (RPM)              | 53              |
| UK Albums (OCC)                    | 17              |
| Scottish Albums (OCC)              | 24              |
| US Billboard 200                   | 99              |